# Louise Lasser
Louise Lasser (Nueva York, 11 de abril de 1939) es una actriz y escritora para televisión estadounidense, popular por su papel protagónico en la serie de televisión Mary Hartman, Mary Hartman y por interpretar a Ada en la película Requiem for a Dream de Darren Aronofsky. En la década de 1980 participó en las películas In God We Tru$t (1980), Crimewave (1985), Blood Rage (1987), Surrender (1987), Rude Awakening (1989) y Sing (1989). En la década de 1990 hizo parte del elenco de producciones como Frankenhooker (1990), The Night We Never Met (1993), Sudden Manhattan (1996), Layin' Low (1996) y Happiness. Estuvo casada con el cineasta Woody Allen entre 1966 y 1970.